# Lenguas tucanas occidentales
Las lenguas tucanas occidentales son una rama de las lenguas tucanas, habladas en la Amazonia, entre los territorios de Brasil, Colombia y el Perú.

## Clasificación
Las lenguas tucanas occidentales constituyen una de las dos ramas principales en que se divide la familia tucana. Existen discrepancias sobre si el tanimuca-retuarã es parte de esta rama como hace Ethnologue, aunque otras clasificaciones excluyen a esta lengua. El cubeo usualmente clasificado como tucano central parece tener un poco más de afinidad léxica con la rama occidental, aunque generalmente no se considera parte de la misma. El proyecto ASJP basado en similitudes léxicas propone el siguiente árbol cladístico:

|  | Orejón                                           |
|  |                                                  |
|  | \| \| Secoya \| \| \| \| \| \| Siona \| \| \| \| |
|  |                                                  |
|  | Secoya                                           |
|  |                                                  |
|  | Siona                                            |
|  |                                                  |

|  | Secoya |
|  |        |
|  | Siona  |
|  |        |

|  | Orejón                                           |
|  |                                                  |
|  | \| \| Secoya \| \| \| \| \| \| Siona \| \| \| \| |
|  |                                                  |
|  | Secoya                                           |
|  |                                                  |
|  | Siona                                            |
|  |                                                  |

|  | Secoya |
|  |        |
|  | Siona  |
|  |        |

Ethnologue también considera parte de las lenguas occidentales dos lenguas exintas el tama y el tetete, mientras que clasifica al Orejón como una subrama meridional y a las otras lenguas todavía vivas dentro de un subrama septentrional.

## Comparación léxica
Los numerales en diferentes lenguas tucanas occidentales son:
| GLOSA | Korewahe            | Orejón    | Secoya-siona | Secoya-siona | PROTO- TUC. Oc. |
| GLOSA | Korewahe            | Orejón    | Secoya       | Siona        | PROTO- TUC. Oc. |
| ----- | ------------------- | --------- | ------------ | ------------ | --------------- |
| '1'   | teʔet͡ʃo             | teyo      | teʔ-         | teʔé         | *teʔe-          |
| '2'   | teʔekaʔt͡ʃa-         | tepeyo    | kaya         | sa̜mú̜         | *kaʔya-         |
| '3'   | t͡ʃote-              | babayo    | toaso        | sa̜mu̜-té      |                 |
| '4'   | ũkʷakaʔt͡ʃa-         | mɨ̠o̠yodea  | kahese-      | ɡahé-séʔé-ɡa | *gahe-seʔe-     |
| '5'   | teʔed͡ʒʉ̃tʉre-        | te hɨ̠tɨ   | te-hɨtɨ      | teʔé ʔɨ̜tɨ̜    | *teʔe hɨtɨ      |
| '10'  | d͡ʒʉ̃d͡ʒɲa d͡ʒainʉkore- | hɨ̠tɨma̠dea | sia-hɨ-ɲa    | siʔá sadáya̜  | ?               |